# WTŻ Warszawa
WTŻ Warszawa – polski klub żużlowy z Warszawy.
W rozgrywkach ligowych brał udział w roku 2001.
W sezonie 2002 do rozgrywek przystąpił WKM Warszawa.

## Historia
Klub został powołany przed sezonem 2001, bazując na fundamentach Wawszawskiej Sekcji Żużlowej „Gwardia”. Wystartował w lidze w roku 2001. Przed sezonem 2002 na jego bazie powstał Warszawski Klub Motorowy.

## Sezony
| Sezon | Rozgrywki ligowe | Rozgrywki ligowe | Rozgrywki ligowe |
| Sezon | Liga             | Liga             | Miejsce          |
| ----- | ---------------- | ---------------- | ---------------- |
| 2001  | III              | II liga          | 5/7              |

| Poziom ligowy | Liczba sezonów | Sezony |
| ------------- | -------------- | ------ |
| III           | 1              | 2001   |